# Liste der Monuments historiques in Montoldre
Die Liste der Monuments historiques in Montoldre führt die Monuments historiques in der französischen Gemeinde Montoldre auf.

## Liste der Bauwerke
| Bezeichnung        | Beschreibung                                 | Standort | Kennzeichnung | Schutzstatus          | Datum          | Bild           |
| ------------------ | -------------------------------------------- | -------- | ------------- | --------------------- | -------------- | -------------- |
| Château de Gayette | Schloss, erbaut Ende des im 15. Jahrhunderts | (Lage)   | PA00093185    | Classé Inscrit Classé | 1925 1988 1989 | weitere Bilder |